# Chronologie novodobých židovských sídel v Zemi izraelské
Země izraelská je zhruba dnešní stát Izrael a Palestinská autonomie. Sídla jsou setříděna podle data založení, nebo začátku osídlení Židy.

## Presionistická alija
- Roku 1561 bylo obnoveno osídlení města Tiberias. V průběhu stejného roku založili Gracia Mendes Nasi a Josef Nasi v okolí Tiberiasu sedm dalších židovských vesnic.
- Na začátku 19. století se skupina studentů Vilenského ga'ona přistěhovala do Země izraelské a obnovila židovské osídlení Safedu a okolní oblasti a posílila osídlení v Jeruzalému a Hebronu.
- Od roku 1860 začaly být židovské čtvrti poprvé stavěny i mimo Staré město. (Viz Útěk z hradeb).

Kromě židovských imigrantů se do Země izraelské stěhovali i jiní. V souvislosti ukončení stavby Suezského průplavu se roku 1867 mnoho egyptských dělníků nemohlo vrátit do jejich domovů, jelikož během absence byly zabrány jejich bratry, a tak se spousta z nich usídlila v budoucím Izraeli a Palestině. Roku 1857 Osmanská říše lákala lidi z celého světa k osidlování země. Šanci využili američtí kolonisté, němečtí Templeři a alžírští uprchlíci před převratem. Z těchto uprchlíků pochází významný klan al-Husajní, který kdysi ovládal Jeruzalém. Během stejného období se do země stěhovali i Čečenci a Bosňané.

## Během trvání první alijy v letech 1882–1904
| rok  | Kibucy | Mošavy    | Místní rady (malá města) | Městské rady (velká města)     | Společné osady | poznámky |
| ---- | ------ | --------- | ------------------------ | ------------------------------ | -------------- | --- |
| 1878 |        |           | Gaj Oni                  | Petach Tikva                   |                | Petach Tikva byla nakonec místo v údolí Achor založena vedle vesnice Um Labes, poblíž řeky Jarkon. Gaj Oni bylo opuštěno a roku 1882 na stejné místě vyrostlo sídlo Roš Pina |
| 1882 |        |           | Roš Pina                 | Rišon le-Cijon Zichron Ja'akov |                | |
| 1883 |        |           | Mazkeret Batja           | Nes Cijona                     |                | |
| 1884 |        |           |                          |                                |                | Byl založeno Neve Cedek – první židovská čtvrť v Jaffě a budoucí část Tel Avivu                                                                                              |
| 1887 |        |           | Gedera                   |                                |                | |
| 1889 |        | Bat Šlomo |                          |                                |                | |
| 1890 |        |           |                          | Rechovot                       |                | |
| 1891 |        |           |                          | Chadera                        |                | |
| 1896 |        |           | Metula                   |                                |                | |
| 1899 |        | Ilanija   |                          |                                |                | |
| 1900 |        |           |                          | Beerševa                       |                | Během tohoto roku se v arabském městě začala rozrůstat malá židovská komunita, až se Beerševa stala roku 1948 židovským městem.                                              |
| 1901 |        |           | Kfar Tavor               |                                |                | |
| 1903 |        |           |                          | Kfar Saba                      | Atlit          | |

## Během trvání druhé alijy v letech 1904–1914
| rok  | Kibucy         | Mošavy     | Místní rady (malá města) | Městské rady (velká města)                  | Společné osady | poznámky |
| ---- | -------------- | ---------- | ------------------------ | ------------------------------------------- | -------------- | --- |
| 1905 | Tel Chaj       |            |                          |                                             |                | |
| 1908 | Kvucat Kineret | Micpa      |                          |                                             |                | |
| 1909 | Deganija Alef  |            |                          | Tel Aviv (založen pod jménem Achuzat Bajit) |                | Deganija Alef ve stejném roce opuštěna |
| 1910 | Deganija Alef  |            |                          |                                             |                | Deganija Alef obnovena |
| 1911 |                | Ben Šemen  |                          |                                             |                | Znovuobnovena roku 1952 |
| 1912 |                | Kfar Urija |                          |                                             |                | Tento rok poprvé postaven, ale bylo zničeno během nepokojů v Palestině roku 1929. Obnoveno roku 1944, ale znovu zničeno v roce 1948 v důsledku první arabsko-izraelské války. Naposledy znovuobnoveno roku 1949. |
| 1913 |                |            |                          | Karkur                                      |                | Karkur se sloučil s Pardes Chana v roce 1969. |

## Během trvání Britského mandátu Palestina v letech 1917–1948 a prvních pár měsíců státu Izrael
| rok  | Kibucy | Mošavy | Místní rady (malá města) | Městské rady (velká města)  | Společné osady | poznámky |
| ---- | --- | --- | ------------------------ | --------------------------- | -------------- | --- |
| 1920 | Deganija Bet | Bejt Jatir |                          |                             |                | |
| 1921 | Tel Josef Ejn Charod Gan Šmu'el | Nahalal |                          | Ramat Gan                   |                | |
| 1922 | Bejt Alfa | Merchavija |                          | Giv'atajim Ra'anana         |                | |
| 1923 | | |                          | Ramat ha-Šaron              |                | |
| 1924 | | Magdiel * |                          | Herzlija Bnej Brak          |                | * Roku 1964 se sloučil s dalšími 3 sídly a vytvořilo se tak město Hod ha-Šaron. |
| 1925 | Giv'at ha-Šloša | Ramatajim * |                          | Kirjat Ata **               |                | * Roku 1964 se sloučil s dalšími 3 sídly a vytvořilo se tak město Hod ha-Šaron. ** Viz Krajot                                                                                           |
| 1926 | Ramat David | Bejt Še'arim |                          | Bat Jam                     |                | |
| 1927 | Bejt Zera Ejn Šemer Šefajim Gan Šlomo * | Hadar ** |                          |                             |                | * Viz Hitjašvut ha-Elef. ** Roku 1964 se sloučil s dalšími 3 sídly a vytvořilo se tak město Hod ha-Šaron                                                                                |
| 1928 | Bejt ha-Šita | Ganej Hadar |                          |                             |                | |
| 1929 | | | Netanja Pardes Chana     |                             |                | |
| 1930 | Na'an | |                          |                             |                | |
| 1931 | Ejn ha-Choreš Kvucat Javne | |                          |                             |                | |
| 1932 | Ma'abarot Afikim | Avichajil *, Be'er Ganim **, Ganej Am *, Jarkona *, Kfar Bilu *, Neta'jim *, Tel Cur **, Ramat Tjumakin **                       | Even Jehuda              |                             |                | * Viz Hitjašvut ha-Elef. ** Později se sloučily s městem Even Jehuda. |
| 1933 | Mišmarot Giv'at Chajim * | Eljašiv Bejt Oved * Cofit * Kfar Hess * Gibton * Giv'at Chen *                                                                   | Ramot ha-Šavim           |                             |                | * Viz Hitjašvut ha-Elef |
| 1934 | | |                          | Kirjat Bialik Kirjat Mockin |                | |
| 1935 | | Kfar Ma'as * |                          |                             |                | * Viz Hitjašvut ha-Elef |
| 1936 | Nir David * (založeno pod názvem Tel Amal). | Kfar Chitim * Rišpon ** |                          | Cholon                      |                | * Viz Hradba a věž. ** Viz Hitjašvut ha-Elef. |
| 1937 | Ejn Gev *, Ejn ha-Šofet *, Ginosar *, Kfar Menachem *, Kfar Szold, Ma'oz Chajim *, Masada *, Sde Nachum *, Ša'ar ha-Golan *, Tirat Cvi *, Uša *              | Bejt Josef *, Cur Moše *, Mišmar ha-Šloša *, Moledet *                                                                           | Kfar Šmarjahu            |                             |                | * Viz Hradba a věž. |
| 1938 | Alonim *, Ejlon *, Ejn ha-Mifrac *, Chanita *, Kfar Masaryk *, Kfar Ruppin *, Ma'ajan Cvi *, Ma'ale ha-Chamiša *, Mesilot *, Neve Ejtan *, Tel Jicchak *     | Bejt Jehošua *, Ge'ulim *, Ramat Hadar **, Sde Warburg *, Šarona *                                                               | Šavej Cijon *            |                             |                | * Viz Hradba a věž. Roku 1964 se sloučil s dalšími třemi sídly a vytvořil tak město Hod ha-Šaron.                                                                                       |
| 1939 | Afek *, Amir *, Bejt Oren *, Dafna **, Dalija *, Dan **, Gešer *, Ha-Zor'im *, Chamadija *, Kfar Glikson *, Machanajim *, Negba *, Neve Jam *, Sde Elijahu * | Kfar Netter *, Kfar Warburg, Šadmot Dvora *                                                                                      |                          | Kirjat Ono                  |                | * Viz Hradba a věž. ** Viz Mecudot Usiškin. |
| 1940 | | Bejt Hilel * Še'ar Jašuv ** | Pardesija                |                             |                | * Osada byla opuštěna pár let po založení a znovu obydlena roku 1949. ** Viz Mecudot Usiškin.                                                                                           |
| 1943 | Gvulot Jad Mordechaj | |                          |                             |                | |
| 1944 | Ha-Gošrim * | | Giv'at Šmu'el            |                             |                | * Viz Mecudot Usiškin. |
| 1945 | Gal'ed, Chukok | |                          | Kirjat Jam *                |                | * Viz Krajot. |
| 1946 | Ami'ad, Be'eri *, Dovrat, Ejn Curim, Gal On *, Chacerim *, Jechi'am, Mišmar ha-Negev *, Nirim *, Šoval *, Urim *                                             | Kedma *, Kfar Darom *, Kfar Monaš, Nevatim *, Regba, Tkuma *                                                                     |                          |                             |                | * Viz 11 bodů v Negevu. |
| 1947 | Alumot *, Ce'elim, Ejal, Gevim, Ha-Ogen, Ma'ajan Baruch, Maš'abej Sade, Mivtachim, Revadim **, Sa'ad, Sufa                                                   | |                          |                             |                | * Opuštěno roku 1968 a znovu obydleno v roce 1969. ** Původně postaveno v oblasti Guš Ecion, ale přemístěno během první arabsko-izraelské války v roce 1948 na místo, kde stojí dodnes. |
| 1948 | Bror Chajil, Cova, Ha-Gošrim, Nachšolim, Necer Sereni, Netiv ha-Lamed He, Rešafim, Sa'ar, Šluchot, Šomrat                                                    | Bejt Lechem ha-Glilit *, Bustan ha-Galil, Ha-Jogev, Cherev le-Et, Kfar Chabad, Nordija, Ramat Razi'el, Roglit **, Šoreš, Timorim |                          | Jehud                       |                | * Založeno už roku 1906 německou sektou nazývanou Templeři, ale kvůli druhé světové válce byl mošav opuštěn. Roku 1948 byl znovu osídlen Židy. ** Později sloučen s Neve Micha'el.      |

## Období do šestidenní války (1967)
| rok  | Kibucy | Mošavy | Místní rady (malá města)           | Městské rady (velká města)                                                | Společné osady                  | poznámky |
| ---- | --- | --- | ---------------------------------- | ------------------------------------------------------------------------- | ------------------------------- | --- |
| 1949 | Bar'am, Barkaj, Bejt Guvrin, Bejt ha-Emek, Bejt Kama, Bnej Re'em, Erez, Gadot, Gešer ha-Ziv, Ha-On, Ha-Solelim, Kabri, Kfar Roš ha-Nikra, Lahavot Chaviva, Lavi, Lochamej ha-Geta'ot, Magen, Mefalsim, Neve Ur, Nir Jicchak, Palmachim, Re'im, Zikim | Amka, Avi'el, Azarja, Be'erotajim, Bejt Gamli'el, Bejt Zaid, Ben Ami, Bnej Darom, Burgeta, Cipori, Elifelet, Elkoš, Gilat, Ha-Bonim, Chacav, Kfar ha-Nagid, Liman, Nir Galim, Ramot Me'ir, Tifrach                                                               | Ganej Tikva                        | Bejt Še'an * Roš ha-Ajin                                                  | Arbel ** Porija Kfar Avoda      | * Viz Rozvojové město. ** Roku 1959 se přeměnil na mošav.                                                      |
| 1950 | Ejn ha-Šloša Gazit Nir Elijahu | Agur *, Achihud, Achuzam, Avigdor, Bejt Ezra, Ben Zakaj, Berechja, Bitcha, Even Sapir, Gan Sorek, Gimzo, Jacic, Jachini, Jašreš, Jiš'i, Kfar Šmu'el, Nacham, Nehora, Netiv ha-Šajara, Ora, Patiš, Pedujim, Ranen, Sde Eli'ezer, Šuva, Tlamim, Zecharja *, Zejtan | Šlomi **                           | Bejt Šemeš ** Jokne'am ** Kirjat Mal'achi ** Kirjat Šmona ** Or Jehuda ** | Kfar Chasidim Bet               | * Viz Chevel Adulam. ** Viz Rozvojové město.                                                                   |
| 1951 | Becet Dvira Jotvata Kfar Aza Kisufim Nachal Oz * | Bejt ha-Gadi Ejn Jahav Margalijot Šaršeret | Jerucham ** Mevaseret Cijon        | Aškelon Ejlat ** Sderot **                                                | Ešel ha-Nasi                    | * Trvale obydlen začal být až roku 1953. ** Viz Rozvojové město.                                               |
| 1952 | Giv'at Chajim Ichud * Giv'at Chajim Me'uchad * Lahav | Alonej Abba, Bareket, Ginaton, Giv'olim, Kfar Aviv, Orot, Sde Jicchak, Šibolim |                                    |                                                                           | Ma'agalim                       | * Vznikly rozdělením kibucu Giv'at Chajim.                                                                     |
| 1953 | Ašdot Ja'akov Ichud * Ašdot Ja'akov Me'uchad * Mecer | Avital **, Broš ***, Dišon, Jad Natan, Juval, Menucha, Mlilot, Pa'amej Tašaz, Prazon **,Sde Cvi, Ta'ašur ***, Talmej Bilu, Tidhar ***, Zru'a | Chacor ha-Glilit **** Neve Monoson | Migdal ha-Emek **** Sderot ****                                           | Porija Neve Oved                | * Vznikly rozdělením kibucu Ašdot Ja'akov. ** Viz Ta'anach. *** Viz Mošavej jachdav. **** Viz Rozvojové město. |
| 1954 | Bachan | Ešbol Mejtav * Nevatim | Micpe Ramon **                     | Kirjat Gat **                                                             |                                 | * Viz Ta'anach. ** Viz Rozvojové město.                                                                        |
| 1955 | | Amacja Gefen * Luzit * Nechuša * Sdot Micha * Tiroš * |                                    | Dimona ** Ofakim **                                                       |                                 | * Viz Chevel Adulam. ** Viz Rozvojové město.                                                                   |
| 1956 | | Adirim * Barak * Dvora * Gadiš * Mle'a * |                                    | Ašdod Netivot **                                                          | Nir Jafe *                      | * Viz Ta'anach. ** Viz Rozvojové město.                                                                        |
| 1957 | Bejt Nir Or ha-Ner | Even Šmu'el Ilanija |                                    | Nazaret Ilit *                                                            |                                 | * Viz Rozvojové město.                                                                                         |
| 1958 | Adamit | Avi'ezer * Cafririm * Giv'at Ješa'jahu * Neve Micha'el * |                                    |                                                                           | Merkaz Chever ** Merkaz Omen ** | * Viz Chevel Adulam. ** Viz Ta'anach.                                                                          |
| 1960 | Ejn Chaceva Even Menachem | Ram On * |                                    |                                                                           | Merkaz Ja'el * Srigim **        | * Viz Ta'anach. ** Viz Chevel Adulam.                                                                          |
| 1961 | | Aderet |                                    |                                                                           |                                 | Viz Chevel Adulam.                                                                                             |
| 1962 | Ejlot | Avivim |                                    | Arad *                                                                    |                                 | * Viz Rozvojové město.                                                                                         |
| 1963 | Grofit | |                                    | Ma'alot-Taršicha *                                                        |                                 | * Viz Rozvojové město.                                                                                         |
| 1964 | | |                                    | Hod ha-Šaron Karmiel *                                                    |                                 | * Viz Rozvojové město.                                                                                         |
| 1965 | | Chaceva |                                    |                                                                           |                                 | |
| 1966 | | Netu'a |                                    |                                                                           |                                 | Viz Operace Sof Sof.                                                                                           |

## Od šestidenní války (1967) do současnosti
| rok  | Kibucy                   | Mošavy                                            | Místní rady (malá města) | Městské rady (velká města) | Společné osady                            | poznámky                                                       |
| ---- | ------------------------ | ------------------------------------------------- | ------------------------ | -------------------------- | ----------------------------------------- | -------------------------------------------------------------- |
| 1967 | Kfar Ecion               | Zar'it *                                          |                          |                            |                                           | * Viz Operace Sof Sof.                                         |
| 1968 |                          | Argaman Eli-Ad Giv'at Jo'av                       |                          |                            |                                           |                                                                |
| 1969 |                          | Ohad Štula *                                      | Pardes Chana-Karkur      |                            |                                           | * Viz Operace Sof Sof.                                         |
| 1970 |                          | Cofar Ne'ot ha-Kikar                              |                          |                            | Alon Švut                                 |                                                                |
| 1971 | El Rom                   |                                                   |                          |                            |                                           |                                                                |
| 1972 | Afik                     |                                                   |                          |                            |                                           |                                                                |
| 1973 | Kfar Charuv              | Ketura                                            | Necer Chazani            |                            |                                           |                                                                |
| 1976 | Samar                    | Magen Ša'ul *                                     |                          |                            |                                           | * Viz Ta'anach.                                                |
| 1977 | Bejt Rimon               |                                                   | Bejt El                  |                            |                                           |                                                                |
| 1978 | Ortal                    | Ani'am Avnej Ejtan Bnej Acmon                     |                          | Ariel                      | Neve Zohar Sapir                          |                                                                |
| 1979 | Ešbal                    | Ašalim Bedolach                                   |                          |                            | Avšalom Matat*                            | * Viz Micpim be-Galil.                                         |
| 1980 |                          | Idan                                              |                          |                            |                                           |                                                                |
| 1981 |                          | Alonej ha-Bašan Odem                              |                          |                            | Barkan                                    |                                                                |
| 1982 |                          | Ejn Tamar                                         |                          |                            | Adora Eškolot Kalanit                     |                                                                |
| 1983 | Elifaz Lotan             | Bejt Chagaj Elej Sinaj Har Amasa Har Bracha Ošrat |                          |                            |                                           |                                                                |
| 1984 |                          |                                                   |                          |                            | Geva Binjamin                             |                                                                |
| 1985 |                          |                                                   |                          |                            | Šacharut                                  |                                                                |
| 1986 |                          |                                                   | Kochav Ja'ir             |                            | Ešchar                                    |                                                                |
| 1987 |                          |                                                   |                          |                            | Avtalijon Nofit                           |                                                                |
| 1988 |                          |                                                   |                          |                            | Giv'at Ela Kmehin                         |                                                                |
| 1989 | Ne'ot Smadar Neve Charif |                                                   |                          |                            | Bat Ajin                                  |                                                                |
| 1990 |                          |                                                   |                          | Bejtar Ilit                | Avnej Chefec                              |                                                                |
| 1991 |                          |                                                   | Cur Jig'al               |                            |                                           | Později se sloučil s Kochav Ja'ir.                             |
| 1994 |                          |                                                   |                          | Modi'in                    |                                           |                                                                |
| 1996 |                          |                                                   |                          |                            | Bat Chefer Cukim                          |                                                                |
| 1998 |                          |                                                   |                          |                            | Achuzat Barak                             |                                                                |
| 2004 |                          |                                                   |                          |                            | Giv'ot Bar                                |                                                                |
| 2007 |                          |                                                   |                          |                            | Nican Bet Cur Jicchak                     |                                                                |
| 2008 |                          |                                                   |                          |                            |                                           |                                                                |
| 2009 |                          |                                                   |                          |                            | Bnej Dekalim Kadita Micpe Ilan            |                                                                |
| 2010 |                          |                                                   |                          |                            | Bnej Necarim Ganej Tal Nave Necer Chazani |                                                                |
| 2011 |                          |                                                   |                          |                            | Šlomit                                    |                                                                |
| 2012 |                          |                                                   |                          |                            | Neta Bruchin                              | Bruchin založen r. 1999, ale až r. 2012 uznán za samost. obec. |